# Photobucket
A Photobucket egy kép-, video-, fotó-megosztó rendszer a weben. 2003-ban Alex Welch és Darren Crystal alapította, és a Trinity Ventuures volt a pénzügyi befektetője. 
A rendszert 99,9% rendelkezésre-állással, 1 GB ingyenes tárhellyel, 25 GB ingyenes adatmennyiséggel reklámozzák. A felhasználási feltételei jelenleg (2007-ben) tiltják a meztelenség ábrázolását.